# Joan Francesc Mira

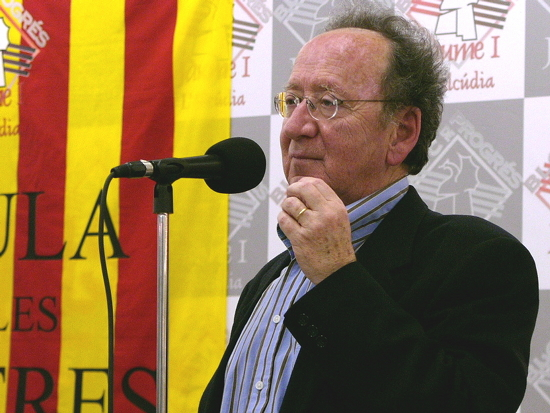
Joan Francesc Mira (2007).

Joan Francesc Mira (* 3. Dezember 1939 in Valencia) ist ein spanischer Schriftsteller in katalanischer Sprache, Anthropologe, Soziologe und Hochschullehrer der klassischen Philologie.

## Werdegang
Er erhielt einen Doktor der Philosophie an der Universität Valencia. Unter seinen Essays sind Arbeiten, die sich mit der Sprachsituation und der Bevölkerung Valèncias beschäftigen, wie Crítica de la nació pura (Kritik der reinen Nation, 1985), ausgezeichnet mit den Preisen Joan Fuster und Crítica Serra d’Or, oder Sobre la nació dels valencians (Über die Nation der Valencianer, 1997). Auch hat er eine historische Abhandlung zum Thema Els Borja: família i mite (Die Borgias: Familie und Mythos, 2000) geschrieben. Sein Prosawerk begann er 1974 mit Der El bou de foc (Feuerstier, 1974), El desig dels dies (Das Verlangen der Tage, 1981) und dem Erzählband Els cucs de seda (Die Seidenraupen, 1975). Alle drei Werke sind von Realismus geprägt, dem klaren Wunsch, Erinnerungen aufzuarbeiten und auch von gewissen autobiographischen Komponenten. Einige Jahre später erschien der erste Teil einer Trilogie mit Els treballs perduts (Verlorene Arbeiten, 1989), gefolgt von Purgatori (Fegefeuer, 2002), ausgezeichnet mit dem Premi Sant Jordi de novel·la. Obwohl noch unvollendet, wird die Trilogie als das Kernstück und der bedeutendste Teil seines literarischen Werkes angesehen. Zwischenzeitlich veröffentlichte er Borja papa (der Papst Borgia, 1996), der ihm den Preis Joan Crexells und den Nationalen Kritikpreis anbrachte.
Unter seinen Arbeiten als Übersetzer sind die kommentierte Ausgabe von Dantes Göttlicher Komödie (2001), die Übersetzung der Evangelien und der Odyssee.

## Werke
Romane und Erzählungen
- El bou de foc (1974)
- Els cucs de seda (1975)
- El desig dels dies (1981)
- Viatge al final del fred (1983)
- El treballs perduts (1989)
- Borja Papa (1996)
- Quatre qüestions d'amor (1998)
- Purgatori (2002)
- El professor d'història (2008)
- El tramvia groc (2013)

Essay
- Som. Llengua i Literatura (1974)

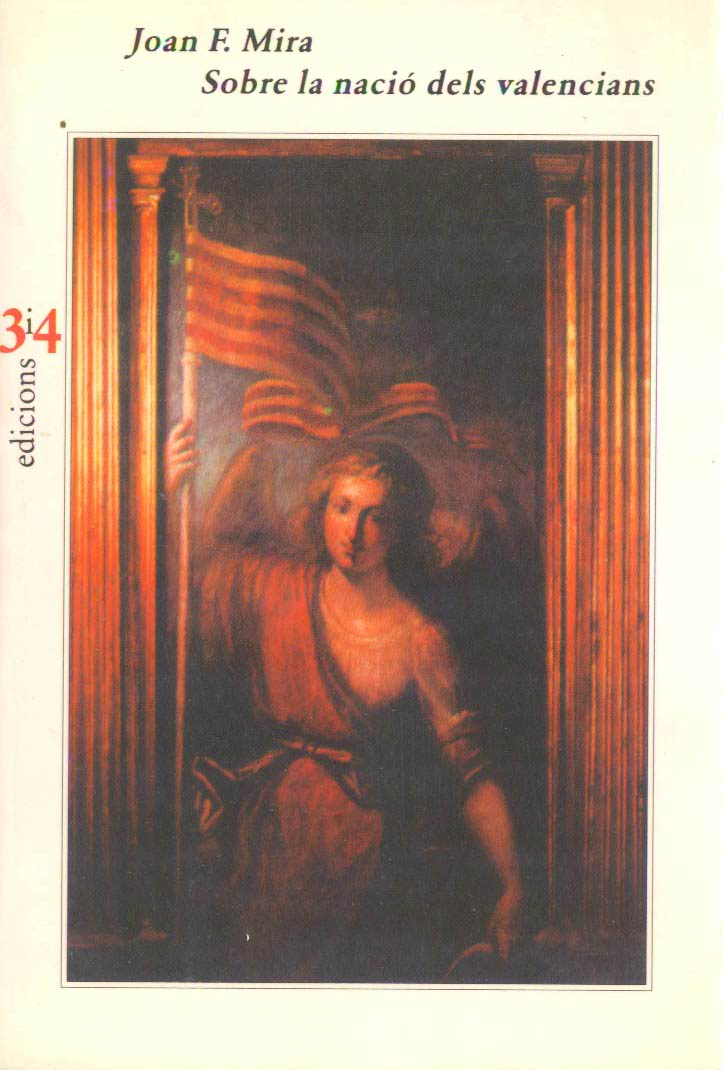
Über die Nation der Valencianer.

- Un estudi d'antropologia social al País Valencià: els pobles de Vallalta i Miralcamp (1974)
- Els valencians i la terra (1978)
- Introducció a un País (1980)
- Població i llengua al País Valencià (1981)
- Crítica de la nació pura (1985)
- Hèrcules i l'antropòleg (1994)
- Sense música ni pàtria (1995)
- Sobre la nació dels valencians (1997)
- Cap d'any a Houston (1998)
- Els Borja. Família i mite (2000)
- Sant Vicent Ferrer. Vida i llegenda d'un predicador (2002)
- La prodigiosa història de Vicent Blasco Ibáñez (2004)
- Vida i final dels moriscos valencians (2009)[5]
- En un món fet de nacions (2008)
- Europeus. Retrat en setanta imatges (2010)

## Preise
- 1974 Premi Andròmina de narrativa: Els cucs de seda
- 1984 Premi Joan Fuster: Crítica de la nació pura
- 1985 Premi de la crítica Serra d’Or d'assaig : Crítica de la nació pura
- 1985 Premi Lletra d’Or: Crítica de la nació pura
- 1991 Creu de Sant Jordi
- 1996 Premi Joan Crexells de narrativa: Borja Papa
- 1996 Premi Nacional de la Crítica: Borja papa
- 2000 Premi de la crítica Serra d’Or de traducció: Divina Comèdia
- 2001 Medalla d’Or de la Ciutat de Florència
- 2001 Premio Nacional de Traducción
- 2002 Premi Sant Jordi de novel·la
- 2004 Premi Nacional de la Crítica: Purgatori
- 2004 Premi d'Honor de les Lletres Catalanes
- 2004 Miquelet d'Honor de la Societat Coral el Micalet de València
- 2005 Premi Gabriel Alomar
- 2007 Premi Jaume Fuster[6]
- 2008 Premi Maria Àngels Anglada
- 2008 Premi Joan Crexells de narrativa: El professor d'història
- 2009 Premi Maria Àngels Anglada: El professor d'història
- 2009 Premi Nacional de la Crítica: El professor d'història
- 2009 Premi Alfons el Magnànim València de Narrativa: Escacs de mort
- 2015 Premi Socarrat Major[7]